# 托勒密·费拉德尔甫斯
托勒密·费拉德尔甫斯（前36年8月或9月—约前29年？）是古埃及托勒密王朝的王子，埃及末代女王克利奥帕特拉七世与罗马共和国后三头之一的马克·安东尼的幼子、埃及末代法老托勒密十五世同母异父的弟弟、埃及王子亚历山大·赫利俄斯和埃及公主克利奥帕特拉·塞勒涅二世的胞弟，名义上的叙利亚、腓尼基和奇里乞亚国王（前34年—前30年在位）。

## 名字
在托勒密·费拉德尔甫斯的名字中，第一个名字“托勒密”（Πτολεμαίος）是托勒密王朝历代国王（法老）的名字，意为“喜好战争的”、“崇尚武力的”；第二个名字“费拉德尔甫斯”（Φιλάδελφος）是绰号，意为“与姐姐恋爱的”，但这不表示他真的与姐姐克利奥帕特拉·塞勒涅二世恋爱甚至结婚，他的母亲克利奥帕特拉七世为他取这个绰号仅具象征意义，是为了纪念他们的共同祖先、托勒密王朝第二任男性法老托勒密二世（绰号也是“费拉德尔甫斯”，全称托勒密二世·费拉德尔甫斯），以昭示她试图重现托勒密帝国昔日辉煌的雄心，因为托勒密二世在位时是托勒密帝国的强盛时期。

“托勒密”在埃及象形文字中则为：
|                      |    |       |   |   |   |
| \| \| \| \| \| \| \| |    |       |   |   |   |
|                      |    |       |   |   |   |
| p · t                | wA | l · M | i | i | s |

| p · t | wA | l · M | i | i | s |

|                      |    |       |   |   |   |
| \| \| \| \| \| \| \| |    |       |   |   |   |
|                      |    |       |   |   |   |
| p · t                | wA | l · M | i | i | s |

| p · t | wA | l · M | i | i | s |

## 生平

### 埃及王子

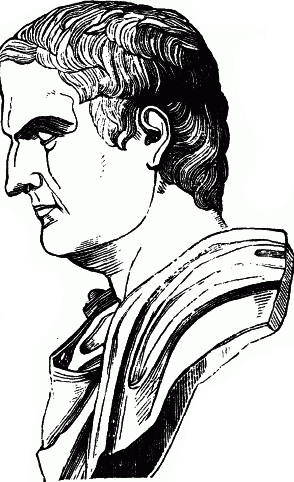
父亲安东尼

前37年的8月或9月，托勒密·费拉德尔甫斯出生于罗马共和国叙利亚行省的安条克，此时他的父母刚按埃及人的习俗结婚不久，但这种异族的婚礼不为罗马人所承认，因为此时罗马人普遍承认的马克·安东尼的合法妻子是屋大维（后成为罗马帝国第一任皇帝奥古斯都）的姐姐小屋大维娅。尽管如此，实际上安东尼大部分时间是和克利奥帕特拉七世生活在一起，和小屋大维娅的夫妻关系形同虚设。
前34年末，安东尼东征亚美尼亚成功，回到托勒密埃及的首都亚历山大里亚，并宣布把共和国东方的领土全部增给女王和他们俩的孩子，此举被称为“亚历山大里亚奉献”。其中，托勒密·费拉德尔甫斯被父亲宣布为叙利亚、腓尼基和奇里乞亚的国王。这些领土都是安东尼在后三头联盟中分得的，但名义上依旧是罗马共和国的领土，安东尼此举仿佛表明共和国的领土是他的私产，还竟然无偿赠送给外国的女王和他的子女，俨然把自己看作了罗马的国王，而自王政废除后，任何自命为国王的人都不能被罗马人所容忍。安东尼的举动自然遭到了罗马人的强烈反对，屋大维乘机鼓动元老院向埃及宣战。前31年，在亚克兴战役中，安东尼和女王的联军失利，败退回亚历山大里亚。

### 罗马俘虏

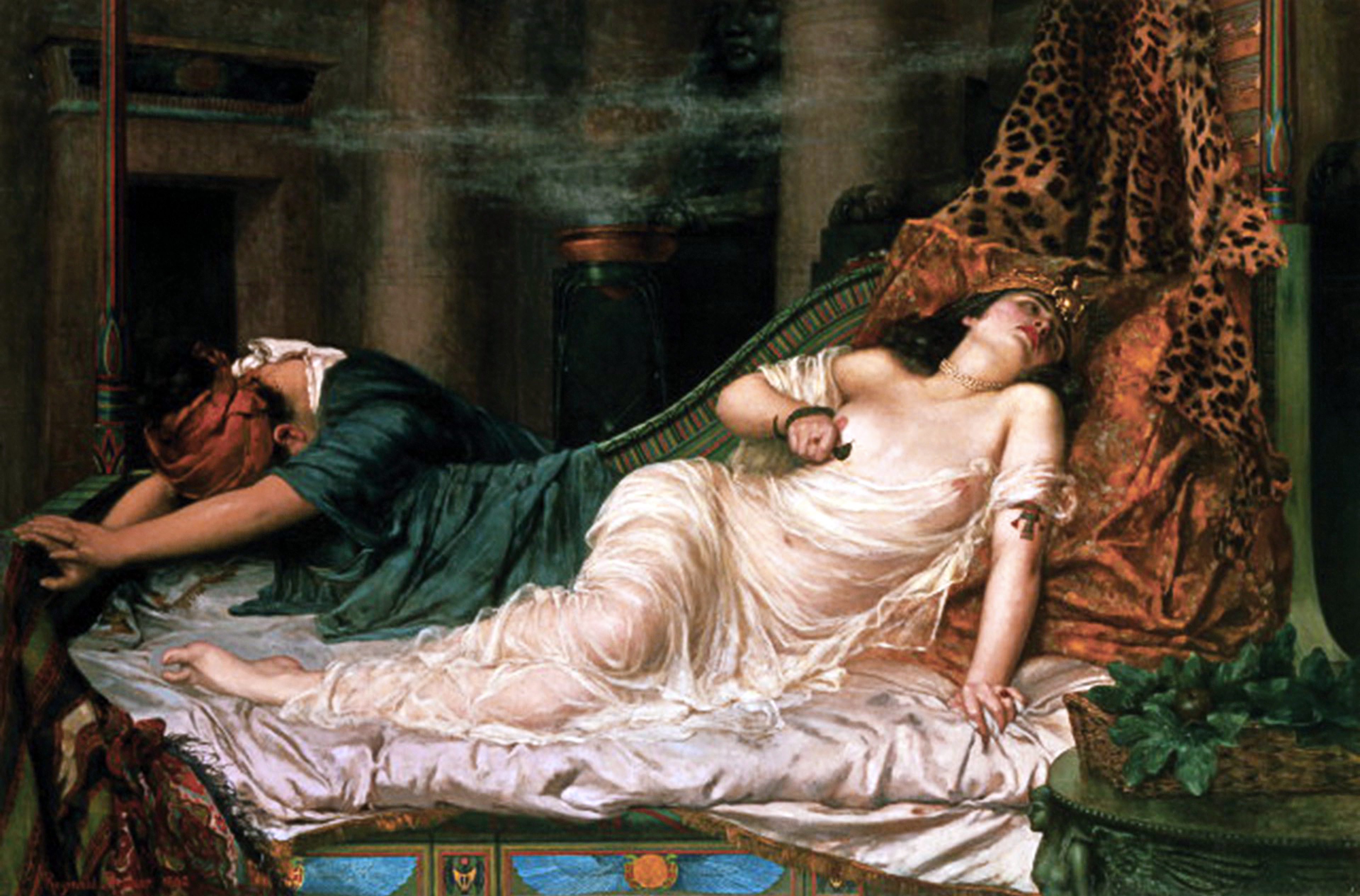
克利奥帕特拉之死（雷金纳德·亚瑟画）

亚克兴之战胜利后，屋大维率领罗马军队攻入埃及本土，安东尼和克利奥帕特拉女王于前30年8月相继自杀，埃及被并入罗马共和国的版图，成为埃及行省。
屋大维抓住了托勒密·费拉德尔甫斯和他的姐姐克利奥帕特拉·塞勒涅二世、哥哥亚历山大·赫利俄斯和同母异父的大哥恺撒里昂（即埃及末代法老托勒密十五世）。屋大维杀了恺撒里昂，因为他是恺撒的儿子，如果他活着会威胁屋大维的恺撒合法继承人的地位。
回到罗马后，屋大维把三个孩子交给他寡居的二姐、也就是孩子们死去的父亲的前妻小屋大维娅养育与监护，让他们住在她位于罗马的家中，并把他们当作罗马人看待。
托勒密·费拉德尔甫斯后来的命运是个未知数。普鲁塔克说安东尼的孩子中唯一被屋大维杀害的是马克·安东尼·安提鲁斯。古代的原始资料没有提到任何关于托勒密·费拉德尔甫斯所参与的战役、政治生涯、流言、婚姻或者后裔等等情况。如果托勒密·费拉德尔甫斯活到了成人时期，那么至少以上这些情况应该会被提及，可见他并没有活到成人。
关于托勒密·费拉德尔甫斯是否在前29年8月屋大维回到罗马后的大凯旋仪式上出现也有争论。有小部分学者 认为他的孪生哥哥和姐姐赫利俄斯和塞勒涅都出席了，但托勒密·费拉德尔甫斯没有出席，而且猜测他可能因为不适应意大利冬季的严寒气候而于前30年或者前29年的冬天就病死了。如果他在前30年冬天病死，自然不能参加屋大维于前29年夏天举行的凯旋典礼；但如果他在前29年冬天病死，则为什么没有参见凯旋典礼就不得而知了。而其他学者则认为他出席了屋大维的大凯旋仪式。他们描绘说，屋大维把包括托勒密·费拉德尔甫斯在内三个孤儿用沉重的黄金锁链锁住，在他的凯旋典礼上游街示众以炫耀他的胜利。锁链是如此的沉重以至于他们都不能移动步伐。而有学者甚至认为，托勒密·费拉德尔甫斯在前20年他的姐姐克利奥帕特拉·塞勒涅与努米底亚国王尤巴二世结婚时仍然在世，他当时应该已经16岁了。

## 家庭
- 父亲：马克·安东尼
- 母亲：克利奥帕特拉七世
- 养母：小屋大维娅（安东尼前妻）
- 大哥：恺撒里昂（同母异父，克利奥帕特拉七世与尤利乌斯·恺撒之子）
- 二哥：亚历山大·赫利俄斯（同父同母）
- 姐姐：克利奥帕特拉·塞勒涅二世（同父同母）